# Mohamed Kabia
Mohamed Kabia, född 4 oktober 1988, är en sierraleonsk fotbollsspelare (anfallare) som spelar för Botkyrka Konyaspor KIF.
Kabia värvades i augusti 2011 av Syrianska från Motala AIF. Han spelade två matcher för Syrianska FC i Allsvenskan 2011.